# Gymnopternus vetitus
Gymnopternus vetitus är en tvåvingeart som först beskrevs av Axel Leonard Melander 1900.  Gymnopternus vetitus ingår i släktet Gymnopternus och familjen styltflugor.
Artens utbredningsområde är New York. Inga underarter finns listade i Catalogue of Life.